# W nocnej ciszy
W nocnej ciszy (ang. Still of the Night) – amerykański thriller z 1982 roku w reżyserii Roberta Bentona.

## Fabuła
Historia znajomości psychiatry Sama Rice i pracownicy domu aukcyjnego Brooke Reynolds. Bierze ona początek z wizyty kobiety u doktora, podczas której wyjawia mu ona, że pozostawała w intymnych kontaktach z niedawno zamordowanym pacjentem doktora – George Bynumem. Kolejne zabójstwa oraz wszelkie okoliczności śledztwa prowadzonego przez detektywa Vitucci zdają się wskazywać, że morderczynią jest Brooke. Ostatecznie zabójcą okazuje się być Gail Phillips, również pracownica domu aukcyjnego, była kochanka Bynuma porzucona przez niego na rzecz Brooke.   

## Obsada aktorska
- Roy Scheider – dr Sam Rice
- Meryl Streep – Brooke Reynolds
- Jessica Tandy – matka sama
- Joe Grifasi – detektyw Joseph Vitucci
- Sara Botsford – Gail Phillips
- Josef Sommer – George Bynum

i in. 

## Odbiór
Film spotkał się z kiepskim przyjęciem zarówno ze strony krytyków jak i widzów. Chociaż zauważano w filmie podobieństwa do dzieł Hitchcocka, chwalono aktorstwo, scenariusz oraz reżyserię, to jednak "wytykano" filmowi wiele mankamentów. Vincent Canby z The New York Times ogólnie uznał film za mało przekonywający, zwracając uwagę na słaby wątek kryminalny i miłosny pary głównych bohaterów. W podobnym tonie wypowiadał się tygodnik Variety za największy mankament filmu mając jego fabułę. Po latach (2023), w rankingu popularnego, filmowego serwisu internetowego Rotten Tomatoes obraz posiada przeciętną, 63-procentową, pozytywną ocenę "czerwonych pomidorów". Film okazał się być finansową klapą – koszty jego produkcji zwróciły się zaledwie w połowie.  

## Zdjęcia
Film kręcono w Nowym Jorku, m.in. w tak znanych miejscach jak: Central Park, Uniwersytet Columbia i Museum of the City of New York. 